# Arena Cora
El Estadio Arena Cora, también llamado Estadio Cora, es un estadio multifuncional ubicado en la ciudad de Tepic, Nayarit. Es utilizado principalmente para partidos de fútbol, fue la sede de los Coras Fútbol Club en la Liga de Ascenso MX y desde 2024 es la casa de los Tigres de Álica FC, equipo que se desempeña en la Liga Premier Serie A. El estadio fue inaugurado en 2011 y tiene capacidad para 12,945 espectadores.

## Historia

### Construcción
La construcción del estadio comenzó el 22 de junio de 2010, el gobernador Ney González Sánchez visitó el terreno donde se construiría el nuevo estadio multifuncional, mismo que se localizaría en las afueras del municipio de Tepic, muy ceca del poblado de Camichín de Jauja. El entonces secretario de Obras Públicas del Estado, Hector Ibarra Horta, informó que sería un estadio bifuncional, es decir, para la práctica de fútbol además de contar con una pista de atletismo de ocho carriles.

### Ubicación
El Estadio se encuentra ubicado a las afueras de la ciudad de Tepic, en un terreno localizado entre los poblados de Camichín de Jauja y la zona rural La Cantera a 25 minutos del centro histórico de la ciudad. Con dos accesos principales, uno por el poblado de Camichin, y otro por la zona rural de La Cantera.

### Inauguración
El 12 de junio de 2011 se celebró un concierto del cantante puertorriqueño Chayanne como pre-inauguración ante un poco más de 11 mil espectadores nayaritas. El 25 de junio se inauguró oficialmente con el partido de exhibición de pretemporada entre el Club Deportivo Guadalajara vs Deportivo Toluca con marcador de 1-0 a favor del cuadro mexiquense.
El primer gol de la historia de este estadio fue obra de Raúl Nava al minuto 22. 
Dicho cotejo contó con las acciones arbitrales dirigidas por el árbitro mundialista Marco Antonio Rodríguez. 
| 25 de junio de 2011 | Guadalajara | 0:1 | Deportivo Toluca |                                                                              |                                                                              |
|                     |             |     | Raúl Nava 22'    | Asistencia: 12,264 espectadores Árbitro(s): Marco Antonio Rodríguez (México) | Asistencia: 12,264 espectadores Árbitro(s): Marco Antonio Rodríguez (México) |

### Primer partido oficial y el regreso del Deportivo Tepic
El 12 de agosto de 2011 se celebra el primer partido oficial del estadio y el regreso de los Coras del Deportivo Tepic, esta vez de la mano del C.P. José Escobedo Corro, con una remontada en el primer partido del Torneo Apertura 2011 de la Liga Premier de Ascenso, donde el conjunto nayarita consigue sus 3 primeros puntos venciendo a los Loros de la Universidad De Colima y con una brillante actuación del equipo consiguen un marcados favorable de 3-1.  
| 12 de agosto de 2011 | Deportivo Tepic                                       | 3:1 | Loros de la Universidad de Colima |                                                                                |                                                                                |
|                      | Lucio Núñez 65' · Angel Partida 75' · Arturo Luna 90' |     | Edson Salazar 21'                 | Asistencia: 5,121 espectadores Árbitro(s): Luis Miguel Tapía González (México) | Asistencia: 5,121 espectadores Árbitro(s): Luis Miguel Tapía González (México) |

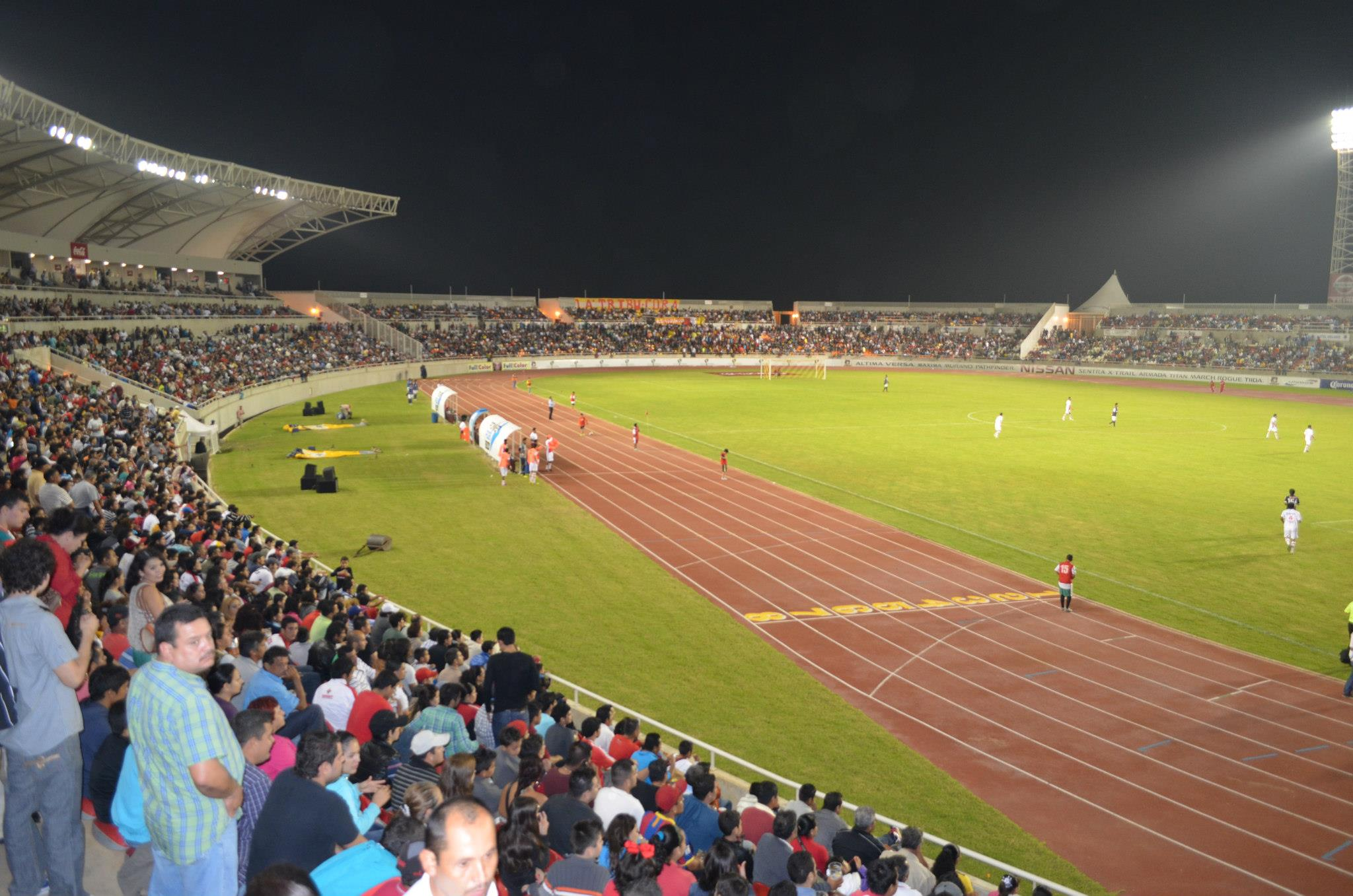
Partido disputado entre los Coras de Tepic y las Chivas Rayadas en el Apertura 2012 de la Segunda División de México.

En el año 2012 y luego de muchas inconsistencias en el equipo comandado por Pepe Escobedo, este decide hacerse a un lado y fue el entonces gobernador del estado de Nayarit Roberto Sandoval Castañeda quien gestionó y logró el traslado de una franquicia de esta categoría que anteriormente pertenecía al Club Deportivo Guadalajara, logrando así la creación del Deportivo Tepic, esta vez impulsada por el Gobierno del Estado, logrando tener grandes temporadas y asistencias de récord para la división al lograr llenar totalmente el estadio Arena Cora en todos y cada uno de los partidos de liguilla del Torneo Apertura 2012, mismo donde obtuvo el liderato general y que perdería en la final contra Murciélagos de Guamúchil. 

#### Final ida
| 19 de diciembre de 2012, 20:05 | Murciélagos FC | 1:1 (1:0) | Deportivo Tepic | Coloso del Dique, Guamúchil                                          |                                                                      |
|                                | Agressot 11'   | Reporte   | Nieblas 74'     | Asistencia: 5,000 espectadores Árbitro(s): Jonathan Hernández Juárez | Asistencia: 5,000 espectadores Árbitro(s): Jonathan Hernández Juárez |

#### Final vuelta
| 22 de diciembre de 2012, 20:00                                              | Deportivo Tepic | 1:2 (0:0) | Murciélagos FC            | Arena Cora, Tepic                                                    |                                                                      |
|                                                                             | Cruz 52'        | Reporte   | Rodríguez 79' · Rojas 87' | Asistencia: 12,500 espectadores Árbitro(s): Adonai Escobedo González | Asistencia: 12,500 espectadores Árbitro(s): Adonai Escobedo González |
| Con marcador global de 2-3, Murciélagos es campeón del Torneo Apertura 2012 |                 |           |                           |                                                                      |                                                                      |

### Coras FC en el Ascenso MX
Fue durante el primer trimestre del año 2014 que el entonces gobernador Roberto Sandoval, en compañía de José Luis Real,quien fungía como enlace directivo del Club Deportivo Guadalajara, que se había logrado la adquisición y traslado de una franquicia de Liga de Ascenso MX, la cual llevaría el nombre de Coras FC y sería gestionada por los empresarios José Luis Higuera y Victor Arana, debutaría en el Torneo Apertura 2014 de la Liga de Ascenso MX y tendría como sede el estadio Arena Cora, el cual entró en rehabilitación total una vez que se aprobó su incursión en la llamada categoría de plata. Dicho equipo fungiría como equipo formativo del club tapatío y se encargaría de darle oportunidad de foguearse a prospectos para el primer equipo de Chivas. De igual forma, el equipo se reforzaría con futbolistas de amplia trayectoria en Primera División como el caso de Adolfo Bautista, Alberto Medina, Sergio Amaury Ponce, Elgabry Rangel, Jorge Enríquez, entre otros. 
El debut de los Coras FC se dio el 18 de julio de 2014 en casa ante el Club Zacatepec, encuentro donde los nayaritas se quedaron con el triunfo por la mínima diferencia. Los buenos resultados y una gran química de equipo imperó durante toda la temporada, tanto así que La Tribu se logró colar a la final del torneo como líder general, misma que perdería contra el Club Necaxa, cuadro que posteriormente ascendería al ganar el partido definitivo por el ascenso a Primera División.

#### Final ida
| 29 de noviembre de 2014 - 18:00 | Necaxa | 0:0     | Tepic | Estadio Victoria, Aguascalientes, Aguascalientes |                                |
|                                 |        | Reporte |       | Árbitro(s): Fernando Hernández                   | Árbitro(s): Fernando Hernández |

#### Final vuelta
| 6 de diciembre de 2014 - 19:00 HC        | Tepic                                                                              | 4:4 (4:5 p.)               | Necaxa                                                                                | Arena Cora, Tepic, Nayarit                                           |                                                                      |
|                                          | Raúl López Gómez 35' · Adolfo Bautista 39' · Diego Hernández 66' · Jorge Mora 121' | Reporte                    | Luis Padilla 30' · Jonatas Silva 77' · Víctor Lojero 83' · Víctor Lojero 110'         | Asistencia: 11,732 espectadores Árbitro(s): Marco Antonio Ortiz Nava | Asistencia: 11,732 espectadores Árbitro(s): Marco Antonio Ortiz Nava |
|                                          |                                                                                    | Tiros desde el punto penal |                                                                                       |                                                                      |                                                                      |
|                                          | Jorge Mora · Eder Pacheco · Mario Ortíz · César Saldivar · Miguel Basulto          |                            | Jorge Sánchez · Luis Felipe Gallegos · Jonatas Silva · Michael García · Víctor Lojero |                                                                      |                                                                      |
| Necaxa campeón del Torneo Apertura 2014. |                                                                                    |                            |                                                                                       |                                                                      |                                                                      |

El bajón anímico en el equipo tras perder la final fue notorio debido a la baja de varios elementos e incluso del mismo técnico Joel Sánchez, quien renunció inmediatamente después de la conferencia de prensa posterior a la final de vuelta, disputada en Tepic. 
En los torneos posteriores al subcampeonato el equipo perdió protagonismo y dejó de figurar en los primeros planos, llegando al punto de ni siquiera pelear puestos de liguilla, lo cual alejó a la afición misma que de a poco fue dando entradas muy precarias en los partidos de local en el Estadio Arena Cora. 
Fue entonces que en marzo de 2017 y luego de bastantes rumores, el equipo anunciaba su mudanza y traslado de Tepic a Zacatepec, para convertirse en el Club Atlético Zacatepec, cuadro que jugó como local en el Estadio Agustín Coruco Díaz. Sin embargo, la escuadra cañera corrió con la misma suerte y fue trasladada una vez más, luego de algunas temporadas, a la ciudad de Morelia, dándole paso a lo que hoy es la franquicia del Club Atlético Morelia.

### Segunda División Liga Premier - Actualidad
El 20 de noviembre del 2017 el estadio fue rebautizado como Estadio Nicolás Álvarez Ortega por el gobernador de Nayarit, Antonio Echevarría García durante la ceremonia de entrega del Premio Estatal del Deporte 2017. Conmemorando así al exfutbolista y beisbolista, destacado en la entidad, portador de la Antorcha Olímpica en 1968 e inducido al Salón de la Fama del Deporte en Nayarit, pero fue hasta el año 2025 que ostentó ese nombre, toda vez que el entonces gobernador Miguel Ángel Navarro Quintero comenzó con la edificación de un nuevo estadio de fútbol en el mismo terreno donde se localizó el antiguo NAO, mismo al que le regresaría su nombre original, llamándose el Estadio Nicolás Álvarez Ortega, por lo cual, el estadio ubicado en las cercanías de Camichín de Jauja pasaría a llamarse Arena Cora de nueva cuenta.
Después de alojar durante tres años a la Liga de Ascenso, el estadio sirvió como sede de algunos equipos que tuvieron un paso irrelevante y fugáz en la Segunda División de México, hasta quedar en el año 2020 en total abandono, tal es el caso de:
- Coras de Nayarit
- Deportivo Tepic J.A.P.

En junio de 2024, el club Tigres de Álica FC asciende desde la Tercera División a la Serie A de la Segunda División (tercera categoría profesional). Sin embargo, debido a las exigencias de su nueva categoría, la directiva del equipo expresó sus intenciones para trasladarse a jugar en el Estadio Arena Cora, debido a que anteriormente lo hacían en la Unidad Deportiva AFEN. Finalmente, en el mes de julio el equipo confirmó un acuerdo con el Gobierno Estatal para hacer uso del recinto deportivo para albergar sus partidos como local a partir del Torneo Apertura 2024, por lo que el fútbol profesional volvió al estadio después de varios años sin tener actividad de ese tipo.

## Detalles técnicos
- Capacidad:12,945 personas (12 mil 275 personas en gradas y 670 en palcos y zonas preferenciales)
- 30 palcos (con capacidad para 10 personas todas cómodamente sentadas en butaca, baño privado y barra) incluye palco para Radio, TV, Prensa y cabina de sonido local
- 14 puertas entrada/salida distribuidas alrededor del estadio
- Pantalla gigante
- Zona VIP con áreas de comida y bares
- Áreas para personas con capacidades diferentes
- Sanitarios.
- Vestidores: uno para cada equipo, y otro para los árbitros
- Sala de prensa
- Iluminación
- Área de snacks
- Área techada (preferente, VIP y palcos)
- Área de estacionamiento
- Enfermería
- Acceso subterráneo para autobuses y servicios de emergencia.

### Conciertos y otros eventos
- Chayanne (No hay imposibles)
- Marco Antonio Solís (En total plenitud)

### Controversia por su ubicación
Desde su apertura bajo el nombre de Arena Cora el recinto enfrentó críticas por parte de la afición debido a que se encuentra localizado fuera de la mancha urbana de la ciudad de Tepic, por lo que tras la salida del Coras FC del Ascenso MX los equipos locales prefirieron elegir otros estadios como el Olímpico Santa Teresita, el de la UAN e incluso las canchas de fútbol localizadas en las Unidades Deportivas de la ciudad, esto con el objetivo de mantener la cercanía geográfica con sus aficionados, lo que llevó a que este recinto fuera calificado como un elefante blanco, es decir, una obra de infraestructura sin uso pero con costos de mantenimiento que debían ser cubiertos, por lo que el inmueble cayó en un estado de abandono y en 2023 las autoridades locales decidieron cerrarlo al público a la espera de mejores condiciones deportivas para su reapertura. En febrero de 2024 el Gobierno de Nayarit, en equipo con Grupo Álica inició trabajos de rehabilitación del estadio para que volviera albergar los partidos de la Segunda División Profesional, así como juegos clave de las ligas amateur del estado.